# フィーバーマジックパーティー
フィーバーマジックパーティーは、2004年5月にSANKYOが発売した、盤面右側の木の精役物が特徴的なパチンコ機のシリーズ名。CRフィーバーマジックパーティーJXとCRフィーバーマジックパーティーMXの2機種がある。

## 概要
液晶型のデジパチ。本機の主役は、長女でバンパイアの「ルビー」と次女でメデューサの「サファイア」、末っ子で魔女の卵の「ダイア」の魔女3姉妹である。
他に登場するキャラクターに、予告アクションなどで動きと音声で重要な役割を果たす木の精「モッキー」や、予告演出や再抽選時に登場するゴーストの「サフラン」「ジャスミン」「ローズ」「ゴールティ」などがいる。
シリーズ機が2種類発売され、大当たり確率と時短突入条件以外のスペックは同じである。
JXは全ての大当たり後に時短に突入するが、MXは確変終了後に時短に突入する仕様である。
シングル･ダブル合わせて有効ラインは5ラインである。ダブルリーチ時は必ず確変図柄と通常図柄の組み合わせになる。
多彩なプレミアムアクションが存在することを、機種のミニパンフレットでも紹介されている。
本機は発売された当時、プレミアムアクションを見つけて応募すると、豪華プレゼントが当たるキャンペーンを実施していた。

## スペック
- CRフィーバーマジックパーティーJX
  - 賞球数 4&7&15
  - 大当たり最高継続 15R（9カウント）
  - 大当たり確率 1/350.5
  - 確変中大当たり確率　1/58.4
  - 確変突入率　1/2
  - 確変期間　次回大当たりまで/リミッターなし
  - 時短システム　全ての大当たり終了後　100回転
- CRフィーバーマジックパーティーMX
  - 賞球数 4&7&15
  - 大当たり最高継続 15R（9カウント）
  - 大当たり確率 1/309.5
  - 確変中大当たり確率　1/68.8
  - 確変突入率　1/2
  - 確変期間　次回大当たりまで/リミッターなし
  - 時短システム　確変終了後　100回転

## 図柄
確変図柄
- 1
- 3
- 5
- 7

通常図柄
- 2
- 4
- 6
- 8

## 演出
予告アクション
様々な予告演出があるが、特に重要な役割をするのが盤面右の木の精役物の予告である。リアルな役物と音声による演出が非常に重要な役割を果たす。
他の予告アクションも多彩なパターンがあり、チャンスアップになるものから、発生した時点で信頼度が大幅にアップするものなどがある。
- 木の精予告

木の精役物が、実際に動いたり喋ったりして、セリフによる連続予告やミッション告知、リーチ予告をしてくれる。

連続すればチャンスとなるセリフ
「わっはっは」
ミッション成功で大当たりとなるセリフ
「次の回転でリーチをかけるのじゃ」
保留内orその回転で大当たりとなるセリフ
「きたー！！」
「大当り〜」
リーチ確定となるセリフ
「リーチじゃ」
ドックンリーチ発展時のセリフ
「集まれ〜！」
木の精モッキーが喋るパターンは、期待度を示唆するものや、激熱アクションとなるパターン、大当たり確定のプレミアムパターンと様々である。

- ミニキャラ予告

デジタル回転中に様々な不思議な現象が起きる。木の精予告と同じく連続予告で、連続するほど信頼度がアップする。
異なるミニキャラ同士の連続でもチャンスアップになるが、同じキャラが連続するパターンの方が期待度は高い。
お化けが2階を通過する
シャンデリアが激しく揺れ動く
左右の鎧が突然動き出す
ろうそくの炎が燃えさかり色が黄から紫になる
黒猫のキキが通り過ぎる
一回の変動で出現するのはこれらの中から1種類だけで、黒猫のキキが通り過ぎるパターンは出現した時点で激熱である。
ミニキャラ予告は、他の予告と複合するパターンもある。
- ステップアップ予告

キャラクターが増えていくごとに信頼度が増していく演出。発展は最高4段階となっており、ミニキャラ予告と複合することもある。
ステップ1
ランタンを持ったサフランが登場。ランタンに灯がついていればチャンスアップとなる。
ステップ2
ジャスミンが出現。2段階目までだとガセで終わることも多い。
ステップ3
ローズが姿を現す。ロングリーチ以上が確定する。
ステップ4
ゴールティが登場。4段階目までいけば期待度も大幅に上昇する。
- ゴーストカットイン

リーチ発生直後に、ステップアップ予告に登場するサフラン･ジャスミン･ローズ･ゴールティがカットインで登場する演出。
出現した時点で大当たり信頼度が大幅に上昇する激熱アクションである。ゴーストカットインが出現するタイミングで、妖精が出現するプレミアムパターンもある。

リーチアクション
基本的にはノーマルリーチからスーパーリーチに発展していくが、特定図柄のチャンス目が停止後に発展するパターンもある。3･5･7の組み合わせで停止するパターンがチャンス目である。
ノーマルリーチ中にホウキが登場すればスーパーリーチへの発展が確定する。ホウキは2階へ進み、4つあるいずれかの部屋に突入する。
入る部屋によって発展するスーパーリーチが異なり、大当り確定となる部屋もある。
- ノーマルリーチ

全てのスーパーリーチに発展することがある基本形のリーチ。
- ロングリーチ

ノーマルリーチ発生後に1階右の扉に突入すれば発展。雪が降る中を中出目が進んでいく。
- 魔女リーチ

2階右奥にあるダイアの部屋にホウキが突入する。ダイアが得意の魔法で、魔法陣から大当たりを呼ぶ。
大当たり図柄が通り過ぎた瞬間に戻って当たるパターンや、ハズれた後にダイアのカットインが入り大当たりするパターンもある。
- メデューサリーチ

2階左奥にあるサファイアの部屋にホウキが突入する。サファイアが図柄を石化させた後に、横にスライドさせながら大当たりを狙う。図柄が縦にスライドするパターンもある。
ハズれた場合でもサファイアのカットインが入れば大当たりになる。
- バンパイアリーチ

2階正面のルビーの部屋にホウキが突入する。ルビーがマントを翻し中出目を吹き飛ばしていく。3姉妹のリーチの中では唯一シングル･ダブル共通のアクションである。
ハズれた場合でもルビーの姿が現れれば大当たりとなる。
- ドックンリーチ

チャンス目が揃うかノーマルハズレから発展。中出目を軸に左右出目が上下に動く。大当たりチャンスは3回で、動悸に合わせて図柄が進行する。
- 全回転リーチ

2階左手前にある禁断の部屋にホウキが突入する。木の精モッキーが不思議な力を授け、全回転アクションが始まる。
再抽選アクション
全回転以外のリーチで、通常大当たりの場合に必ず発生し、サフラン･ジャスミン･ローズが祈りで確変図柄を呼び寄せる。通常図柄で停止した後の逆転パターンもある。
時短限定アクション
時短中のみ、保留の色が変化したり、時短の残り回転数欄が文字に変化することがある。
回転数が文字に変化する時に「チャンス」「もしかして」「あつい」「大当り」などが出現する。保留の色の変化や、回転数の文字の変化が発生したら、当該保留消化まで変動ごとに木の精が「あれっ！？」もしくは「おやっ！？」と喋る。
プレミアムアクション
発生したら確変大当たりが確定するプレミアムアクションが21種類ある。
1. 木の精モッキーのセリフ「何か起きそうじゃ」
2. 木の精モッキーのセリフ「やりおった〜」
3. 木の精モッキーのセリフ「魔法を唱えたぞ」
4. 木の精モッキーのセリフ「願いを叶えよう」
5. 木の精モッキーのセリフ「ドル箱を用意するのじゃ」
6. ミニキャラ予告で本が飛び回る
7. ステップ予告でサフランがランタンの代わりに「当」と書かれた提灯を持っている
8. 台枠ランプがV字フラッシュする
9. リーチ後、妖精が出現し王冠の絵を描く
10. リーチ後、妖精が出現し「大当り」の文字を書く
11. ロングリーチ時の背景のカボチャが雪ダルマになる
12. ドックンリーチで図柄のハートが鳩になる
13. スーパーリーチ発展時に立ちのぼる炎が青ではなく赤
14. ホウキが突入した扉と異なるスーパーリーチに発展する
15. 魔女リーチで魔法陣から図柄とともにお化けが出現する
16. メデューサリーチで図柄の石板が金色に変化する
17. バンパイアリーチ発展時に扉がカタカタする
18. バンパイアリーチ時にコウモリ群が出現する
19. 2階左手前の禁断の部屋突入で全回転リーチになる
20. 再抽選時に1図柄のおじいさん出現
21. ハズレで停止後に「あつい〜」の声が発生していきなり再抽選に突入